# Босбюль
Босбюль (нім. Bosbüll) — громада в Німеччині, розташована в землі Шлезвіг-Гольштейн. Входить до складу району Північна Фризія. Складова частина об'єднання громад Зюдтондерн.
Площа — 6,33 км2. Населення становить 234 ос. (станом на 31 грудня 2020).